# 天主教帕萊斯特里納羅馬城郊教區
帕萊斯特里納羅馬城郊教區（拉丁語：Palestrina）是一個天主教在羅馬的羅馬城郊教區。
此羅馬城郊教區於2008年時有87,620名教友（佔轄區總人口99.3%）、49個堂區、86名司鐸、1名終身執事和170名修女。
該羅馬城郊教區除了本身的正權主教外，亦有一位領該教區主教銜的主教級樞機；不過後者只是在名義上以該教區主教為領銜，並沒有管理該教區的實權。現任教區主教為毛祿·帕爾梅賈尼，榮休主教為道明·西加利尼，領銜主教為若瑟·薩拉依瓦·瑪爾定樞機。